# Харпер (Ајова)
Харпер (енгл. Harper) град је у америчкој савезној држави Ајова. По попису становништва из 2010. у њему је живело 114 становника.

## Демографија
Према попису становништва из 2010. у граду је живело 114 становника, што је -20 (-14.9%) становника више него 2000. године.
| Група             | 2000.        | 2010.       |
| Белци             | 134 (100.0%) | 107 (93,9%) |
| Афроамериканци    | 0 (0,0%)     | 0 (0,0%)    |
| Азијати           | 0 (0,0%)     | 0 (0,0%)    |
| Хиспаноамериканци | 0 (0,0%)     | 6 (5,3%)    |
| Укупно            | 134          | 114         |